# Korbußen

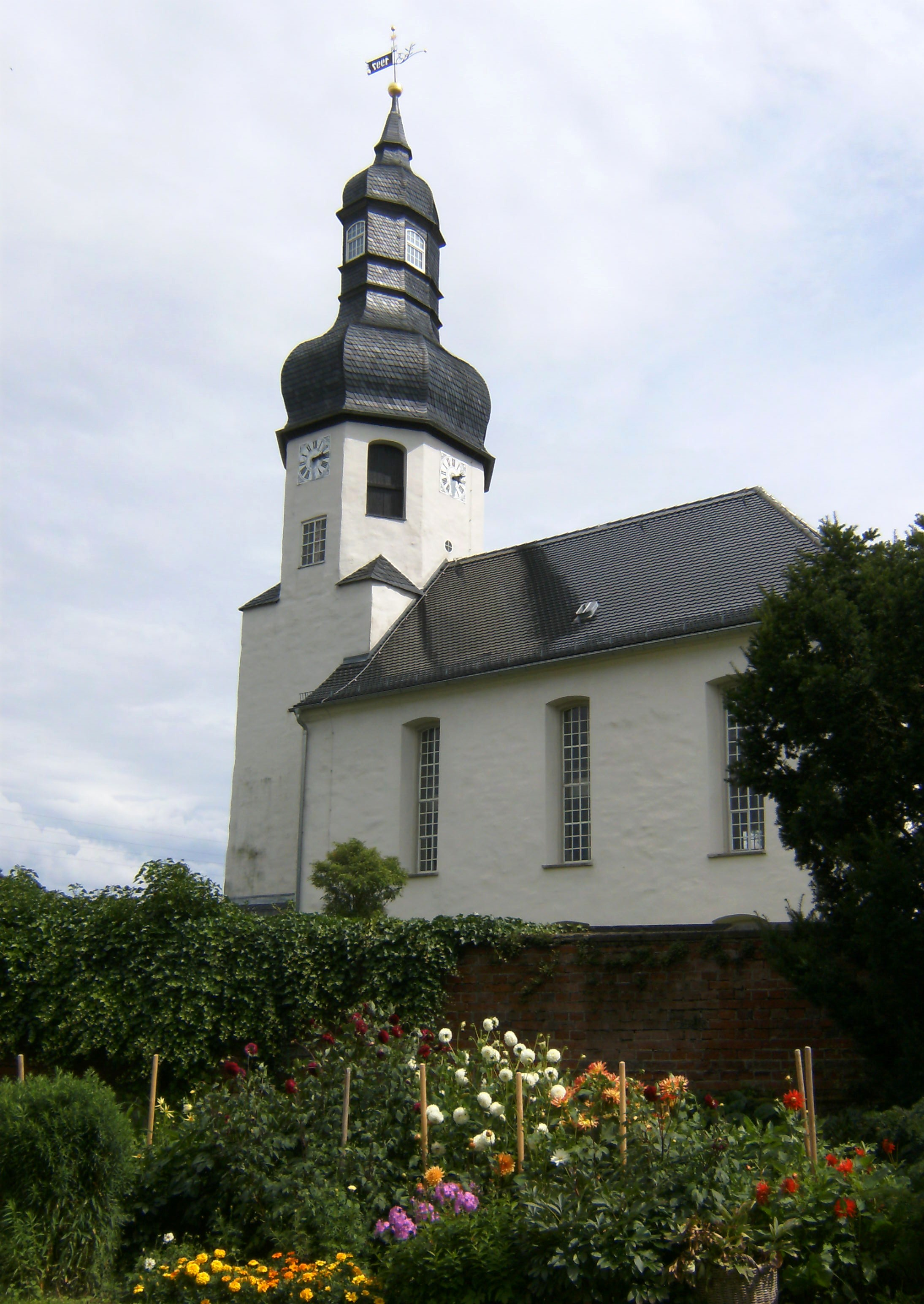
Dorfkirche

Korbußen ist eine deutsche Gemeinde im Norden des thüringischen Landkreises Greiz. Sie ist Mitglied der Verwaltungsgemeinschaft Am Brahmetal.

## Geographie

### Geographische Lage
Das Angerdorf Korbußen liegt auf einer Anhöhe nördlich von Ronneburg und östlich von Gera. Durch den Ort fließt die Großensteiner Sprotte. Das Gemeindegebiet wird nach der naturräumlichen Gliederung des Landes Thüringen dem Rand des Altenburger Lössgebiets zugerechnet. Am Südwestrand wird das Gemeindegebiet vom Ronneburger Acker- und Bergbaugebiet flankiert.

### Nachbargemeinden
Angrenzende Gemeinden sind Großenstein, Schwaara und die Stadt Ronneburg im Landkreis Greiz sowie die kreisfreie Stadt Gera.

### Gemeindegliederung
Der nördlich angrenzende und seit 1923 eingemeindete Ort Pöppeln ist mittlerweile mit Korbußen verwachsen.

## Geschichte
Der Ort wurde erstmals 1301 urkundlich erwähnt. Bis etwa 1250 war die Gegend von Slawen und Deutschen besiedelt. Der 1923 eingemeindete Ort Pöppeln ist noch als sorbischer Rundling zu erkennen. Korbußen wurde vermutlich von deutschen Siedlern gegründet. Im Jahre 1322 erfolgte die erste nachweisliche Erwähnung der Kirche des Ortes. Der Ort wurde noch im Jahr 1380 als Korwysen und im Jahr 1507 als Korbessen bezeichnet. Die erste Erwähnung als Corbussen ist aus dem Jahr 1619 bekannt.
Die Geschichte der Gemeinde wurde bis in die heutige Zeit von Landwirtschaft und Handwerk und ab den 1980er Jahren durch den Uranbergbau der SDAG Wismut geprägt. Ab 1991 entstand das Gewerbegebiet Korbwiesen.

### Einwohnerentwicklung
1910 lebten in Korbußen und Pöppeln zusammengenommen 551 Einwohner, 1933 waren es 582 Einwohner.
Entwicklung der Einwohnerzahl (31. Dezember):
| - 1994: 461 - 1995: 488 - 1996: 517 - 1997: 506 - 1998: 500 - 1999: 497 | - 2000: 494 - 2001: 502 - 2002: 505 - 2003: 507 - 2004: 502 - 2005: 501 | - 2006: 498 - 2007: 492 - 2008: 494 - 2009: 488 - 2010: 470 - 2011: 468 | - 2012: 468 - 2013: 459 - 2014: 448 - 2015: 448 - 2016: 449 - 2017: 446 | - 2018: 441 - 2019: 432 - 2020: 438 - 2021: 443 - 2022: 439 - 2023: 428 |

Datenquelle: Thüringer Landesamt für Statistik

## Politik

### Bürgermeister
1999 setzte sich Rainer Köpler (Agrar-K) gegen den bisherigen Amtsinhaber Frank Schumann (FWK) mit 53,6 % der Stimmen durch. Die Wiederwahl erfolgte 2004 mit 66,8 % der gültigen Stimmen. 2009 wurde Manfred Lamprecht von der Agrarinteressengemeinschaft mit 92,2 % zum neuen Bürgermeister gewählt.

### Gemeinderat
Seit der Kommunalwahl am 25. Mai 2014 setzt sich der Gemeinderat wie folgt zusammen:
- Agrarinteressengemeinschaft – Bürgerforum – Feuerwehrverein e. V. Korbußen: 4 Sitze (67,0 %)
- Freie Wähler Korbußen: 2 Sitze (33,0 %)

Die Wahlbeteiligung lag bei 71,9 % (−8,8 %)

### Wappen und Flagge
Blasonierung: „Von Rot über Silber geteiltem Schräglinksbalken; darüber in Silber eine schwarze ausgerissene Weide mit grünen Blättern; darunter in Grün ein goldener Handkorb.“
Die Flagge der Gemeinde ist grün-gelb gespalten und trägt das Gemeindewappen.

## Wirtschaft und Infrastruktur

### Verkehr
Im Südwesten der Gemeinde wurde 1996 die Anschlussstelle Gera-Leumnitz der Bundesautobahn 4 eingerichtet. Von dort und der nahen Bundesstraße 7 erschließt die Kreisstraße K 113 den Ort. Durch den Osten der Gemeinde führt von Süden nach Norden die Landesstraße L 1081 von Ronneburg über Großenstein und Pölzig zur sachsen-anhaltischen Landesgrenze bei Heuckewalde. Der Omnibusbetrieb Günter Herzum bedient die Gemeinde im Öffentlichen Personennahverkehr über die an Werktagen außer samstags verkehrende Buslinie 211 Gera–Ronneburg–Reichstädt–Großbraunshain–Beiersdorf. Die nächste Bahnstation befindet sich etwa zwei Kilometer entfernt in Ronneburg, wo Regional-Express-Verbindungen nach Zwickau, Altenburg und Erfurt–Göttingen bestehen.

### Ansässige Unternehmen
Das Gewerbegebiet Korbwiesen an der Bundesautobahn 4 ist ein wichtiger Wirtschaftsstandort für Ronneburg und die Region rund um Gera. In diesem befindet sich auch ein Schulungszentrum für Leitungsbau von OMEXOM, welches durch seine beiden je 18 Meter hohen Gittermaste auffällt.

### Wasserver- und Abwasserentsorgung
Die Gemeinde Korbußen ist Mitglied im Zweckverband Wasser / Abwasser Mittleres Elstertal. Dieser übernimmt für die Gemeinde die Trinkwasserversorgung und Abwasserentsorgung.

## Persönlichkeiten
- Achim Reichardt (* 1929), DDR-Diplomat, Botschaftsrat in Sudan (1970–1972), Botschafter in Libanon (1978–1981)
- Lutz Seiler (* 1963), Schriftsteller, lebte zeitweilig in Korbußen